# هیگو سیرا سانتوس دی اولیویرا
هیگو سیرا سانتوس دی اولیویرا (به پرتغالی: Higo Seara Santos de Oliveira) هافبک اهل برزیل است که در شهر Santa Luzia و در تاریخ ۱ مهٔ ۱۹۸۶ به دنیا آمده‌است.
هیگو سیرا سانتوس دی اولیویرا در تیم‌های فوتبال کیه‌وو ورونا سابقهٔ حضور دارد.